# Neritos cucufas
Neritos cucufas là một loài bướm đêm thuộc phân họ Arctiinae, họ Erebidae.